# Бетмон ла Форе
Бетмон ла Форе (фр. Béthemont-la-Forêt) је насељено место у Француској у региону Париски регион, у департману Долина Оазе.
По подацима из 2011. године у општини је живело 425 становника, а густина насељености је износила 112,14 становника/km².

## Демографија
| 1962. | 1968. | 1975. | 1982. | 1990. | 2011. |
| ----- | ----- | ----- | ----- | ----- | ----- |
| 148   | 143   | 275   | 329   | 480   | 425   |